# Wetzisreute
Wetzisreute ist ein Dorf in der baden-württembergischen Gemeinde Schlier im Landkreis Ravensburg und liegt sowohl an der L 325 zwischen Ravensburg und Schlier als auch an der L 326 zwischen Unterankenreute und Waldburg.

## Geschichte
Der Ort wurde erstmals 1153 als Wohnplatz erwähnt. Damals hies dieser Wazilinisrute bzw. Wacilinisrvti. Seit dem 14. Jahrhundert nannte sich die Adelsfamilie Boser nach dem Ort, welche sich im 14. Jahrhundert in Ravensburg verbürgerte. Nach deren Niedergang wurde die Herrschaft zwischen dem Kloster Weingarten und Waldburg-Wolfegg geteilt. Nach der Säkularisation 1794 gehörte Wetzisreute der neu gegründeten Gemeinde Schlier an. Der zentral in der Gemeinde Schlier gelegene Ort Wetzisreute beheimatet heute u. a. die Feuerwehr sowie eine der größten Sporthallen des Landkreises.

## Kultur und Sehenswürdigkeiten
St. Josefs-Kapelle: 1629 gestiftete und 1698 von der Familie Boser wieder erbaute Kapelle. Sie ist das älteste Gebäude der Gemeinde Schlier mit bauzeitlicher Innenausstattung.